# Альберт, Карл
Карл Берт Альберт (англ. Carl Bert Albert; 10 мая 1908, Макалестер, Оклахома, США — 4 февраля 2000, там же) — американский государственный деятель, спикер Палаты представителей США (1971—1976).

## Биография
Родился в бедной шахтерской семье, однако сумел добиться получения хорошего образования. В средней школе он выделялся в дебатах, был президентом студенческого сообщества и победив на национальном ораторском конкурсе среди учеников средник школ, заслужил поездку в Европу. Еще в юности вступил в ряды масонов, став активным вольным каменщиком.
В 1931 г. окончил университет Оклахомы в Норман с присуждением степени бакалавра искусств в области политологии. В 1934 г. окончил Оксфордский университет по стипендии Родса, затем три года работал в Федеральной жилищной администрации. В 1935 г. был принят в коллегию адвокатов и открыл юридическую практику в Оклахоме. После шести лет практики, в 1941 г., поступил на службу в военно-юридическую службу в звании рядового. Служил в составе 3-й бронетанковой дивизии, был награждён Бронзовой звездой. Однако большую часть войны провел в составе военно-юридической службы. В отставку он вышел в 1946 г. в звании подполковника.
В том же 1946 г. выиграл выборы в Палату представителей США от третьего избирательного округа Оклахомы. В качестве представителя Демократической партии он заседал в Конгрессе тридцать лет, до своего выхода на пенсию в 1976 г. С 1955 по 1962 гг. являлся парламентским организатором большинства, с 1962 по 1971 гг. — лидером парламентского большинства. В 1968 г. он председательствовал на скандальном съезде Демократической партии в Чикаго. Как лидер парламентского большинства был ключевой фигурой в продвижении демократической законодательной повестки в палате, особенно применительно к законодательству в сфере здравоохранения, в частности, гарантированной бесплатной медицинской помощи в рамках федеральной программы медицинского страхования для лиц в возрасте 65 лет и старше, что в итоге привело к принятию поправок в области социального обеспечения (Social Security Amendments of 1965).
В 1971 г. был избран спикером Палаты представителей. Он поддерживал мирное завершение Вьетнамской войны, но лишь на приемлемых для США условиях, в то время как в его партии наблюдалось немало сторонников немедленного вывода войск из Вьетнама. В 1973 г. вступил в конфликт с президентом Никсоном относительно президентского изъятия денежных средств из парламентского фонда для социальных программ, что Альберт посчитал грубым нарушением конституционного разделения ветвей власти. После Уотергейтского скандала, будучи вторым в линии замещения президентских полномочий, мог в связи отставкой вице-президента Спиро Агню и возможным импичментом Никсона оказаться в президентском кресле. Однако сам политик притормозил конгрессменов, желавших ускорить импичмент, а затем не стал противиться назначению Джеральда Форда вице-президентом, к которому в 1974 г. и перешли президентские полномочия.
Его имя фигурировало также в «Корегейте», скандале, связанном с расследованием попыток Южной Кореи подкупить ряд конгрессменов в обмен на принятиеамериканским Конгрессом выгодных для Сеула решений. Политик отрицал свою причастность к противоправным действиям, признал лишь факт получения символических подарков.
В период его руководства должность спикера Палаты представителей приобрела большее политическое значение, в основном благодаря праву назначать членов процедурного комитета Конгресса и Закону о распределению военных полномочий. В 1976 г. вышел на пенсию, хотя официальный срок его полномочий продолжался до 3 января 1977 г..
Уйдя в отставку, отклонил множество предложений относительно продолжения карьеры в бизнесе, предпочтя этому чтение лекций в Университете Оклахомы.
Получил уважительное прозвище «Маленький гигант из Малой Дикси», став самым влиятельным политиком-выходцем из штата Оклахома в американской истории. В 1957 г. был введен в Зал славы штата Оклахома. В 1979 г. в Университете Оклахомы был организован исследовательский центр Карла Альберта. Кроме того, в Оклахоме несколько учреждений и зданий носят имя политика.